# Fujitsu Sverige
Fujitsu Sverige är Fujitsus dotterbolag i Sverige. Företaget tillhandahåller olika former av outsourcing och konsulttjänster inom IT. Verksamheten stammar i hög grad från tidigare ICL, som köptes av Fujitsu år 1998.

## Historik
Fujitsus verksamhet i Sverige har sitt ursprung i L. M. Ericssons Driftkontroll AB som grundades år 1942. År 1966 ändrades namnet till L. M. Ericsson Data AB som år 1969 övertogs av ICL. Året därpå ändrades namnet till ICL Data AB. År 1991 köpte ICL även Nokia Data. Nokia Data hade 1988 köpt delar av Ericsson Information Systems, som i sin tur stammade ur Datasaab.
Fujitsu tog över ICL helt år 1998. Vid bildandet av Fujitsu Siemens Computers 1999 blev persondatorverksamheten en del av Fujitsu Siemens Computers AB. Samtidigt slogs övriga bolag ihop till ICL Sverige AB. Vid en omorganisation år 2000 bytte den nordiska organisationen namn till ICL Invia. Den 2 april 2002 avskaffades namnet ICL till förmån för Fujitsu. Företaget kallades därmed Fujitsi Invia. Den 1 oktober 2003 slogs Fujitsu Invia ihop med Fujitsu Services till ett bolag som fick namnet Fujitsu Services AB. Dock marknadsfördes företaget därefter huvudsakligen som enbart Fujitsu.
År 2007 köptes konkurrenten Mandator. Mandator och Fujitsu Services slogs ihop den 1 april 2008 under namnet Fujitsu Services AB (org.nr. 556134-2279), under ledning av Mandators tidigare vd Katarina Mellström.
Fujitsus övertagande av Fujitsu Siemens Computers ledde till att detta företags tidigare verksamhet i Sverige integrerades med Fujitsu Services. Den sammanslagna organisationen lanserades den 1 april 2009 (org.nr. 556147-5897).

## Verksamhetsorter
Fujitsu har sitt huvudkontor i Stockholm, servicedesk i Östersund och fältservice i Kista. Dessutom har man kontor på följande orter:
- Göteborg
- Malmö
- Linköping
- Gävle
- Sundsvall, öppnat 2009[8]
- Uppsala, öppnat 2008[9][10]
- Jönköping

Fujitsu hade även 1998-2015 ett callcenter i Stugun.

## Ledning
Vd:ar och Sverigechefer för ICL Invia/Fujitsu Services har varit:
- Jan Henriques, 2000[11]-2004
- Örjan Snis, 2004[12]-2007[13]
- Bengt Engström, 2007[14]-2008
- Katarina Mellström, 2008[15]-2009[16].

Från år 2009 har Fujitsu Sverige haft följande vd:ar:
- Petri Imberg, 2009[17]-2011[18]
- Peter Kopelman, 2011-2012[19].
- Carsten Lind, 2012-2013
- Bengt Engström, 2013[20]-2013
- Conway Kosi, 2013-2015
- Karin Schreil Jonsson, 2015[21]-
- Jonas Brandén, 2019[22]-2020[23]
- Håkan Dahlström, 2020[24]-2021

- Viktoria Granqvist.

ny vd för Fujitsu Sverige. 
Började jobba 1 januari 2021